# Whittleia moskvensis
Whittleia moskvensis is een vlinder uit de familie van de zakjesdragers (Psychidae). De wetenschappelijke naam van deze soort is voor het eerst voorgesteld als Epichnopterix moskvensis door Victor Pavlovich Solyanikov in een publicatie uit 2001.
De soort komt voor in Europees Rusland.